# Marienkirche (Lauda)

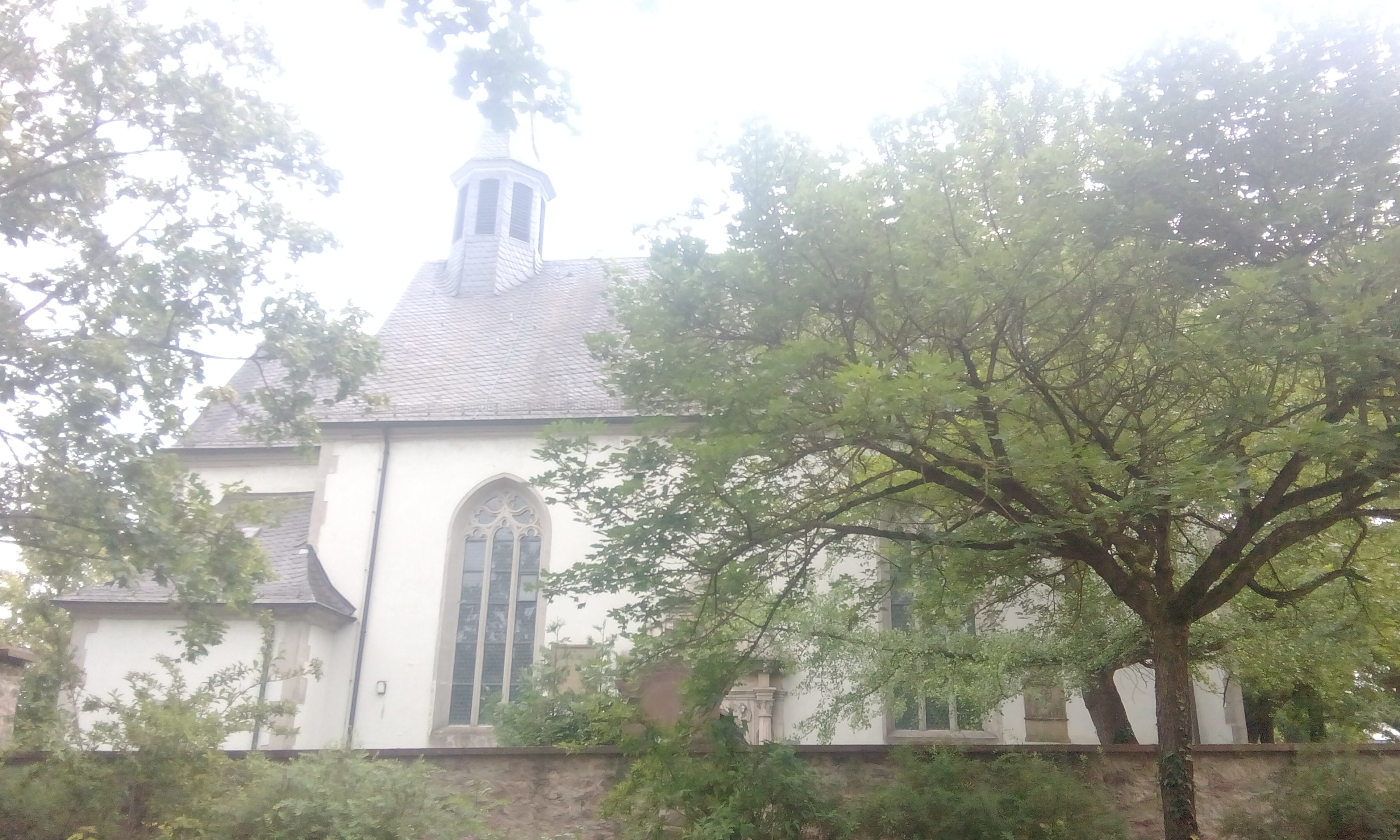
Marienkirche

Die römisch-katholische Marienkirche, früher auch Kirche Unserer Lieben Frauen genannt, in Lauda wurde im 17. Jahrhundert errichtet. Sie gehört zur Seelsorgeeinheit Lauda-Königshofen, die dem Dekanat Tauberbischofsheim des Erzbistums Freiburg zugeordnet ist.

## Geschichte
Die Ursprünge der Marienkirche gehen auf das 14. Jahrhundert zurück. Die Kirche wurde in ihrer heutigen Form von 1613 bis 1617 auf dem bereits im Jahre 1542 angelegten Friedhof errichtet. Auf Wunsch des damaligen Würzburger Fürstbischofs Julius Echter von Mespelbrunn wurde sie im Juliusstil errichtet, welcher sich durch einen spitzen Turm und ein prächtig gestaltetes Nordportal auszeichnet.

### Wappen

#### Wappen über dem Haupteingang

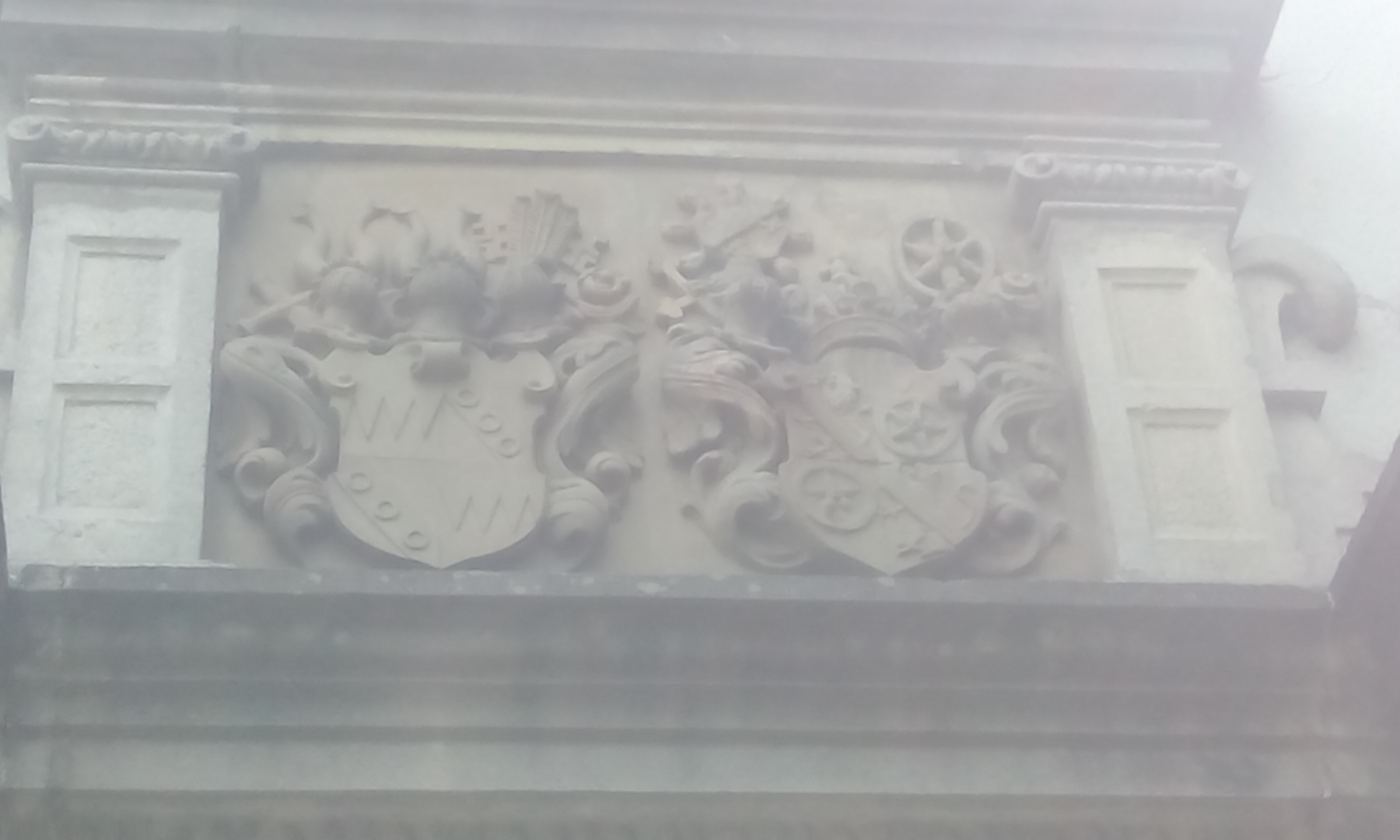
Wappen über dem Haupteingang.

Im Aufsatz des Nordportals befinden sich die beiden Wappen von Julius Echter von Mespelbrunn und Johann Gottfried von Aschhausen. Beide waren Fürstbischöfe in Würzburg und Bamberg. Sie waren gleichzeitig die Bauherren und stellten somit Mittel zum Bau der Kirche zur Verfügung. Das optisch linke Wappen gehört zu Julius Echter von Mespelbrunn, das rechte zu Johann Gottfried von Aschhausen.

#### Wappen über dem Seiteneingang

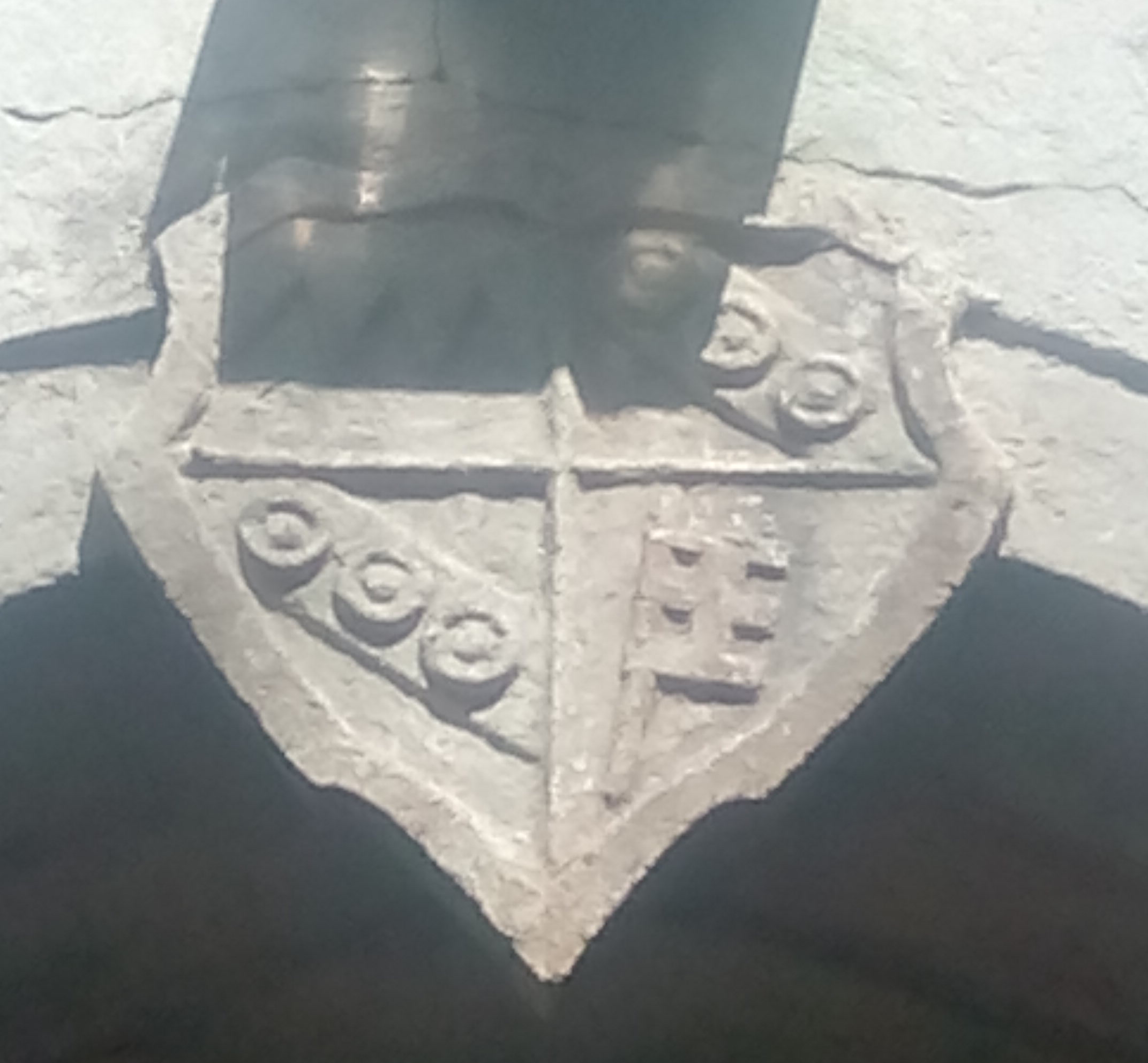
Wappen über dem Seiteneingang.

Das sich über dem Westportal befindende Wappen gehört ebenfalls zum Würzburger Fürstbischof Julius Echter von Mespelbrunn. Das Wappen ist geviert. Im ersten Feld des Wappens befindet sich der Fränkische Rechen. In den Feldern zwei und drei befinden sich Schrägbalken mit drei Ringen. Im vierten Feld ist das sogenannte Rennfähnlein. Hierbei handelt es sich um das typische Wappenmuster des Fürstbischofs.

## Ausstattung

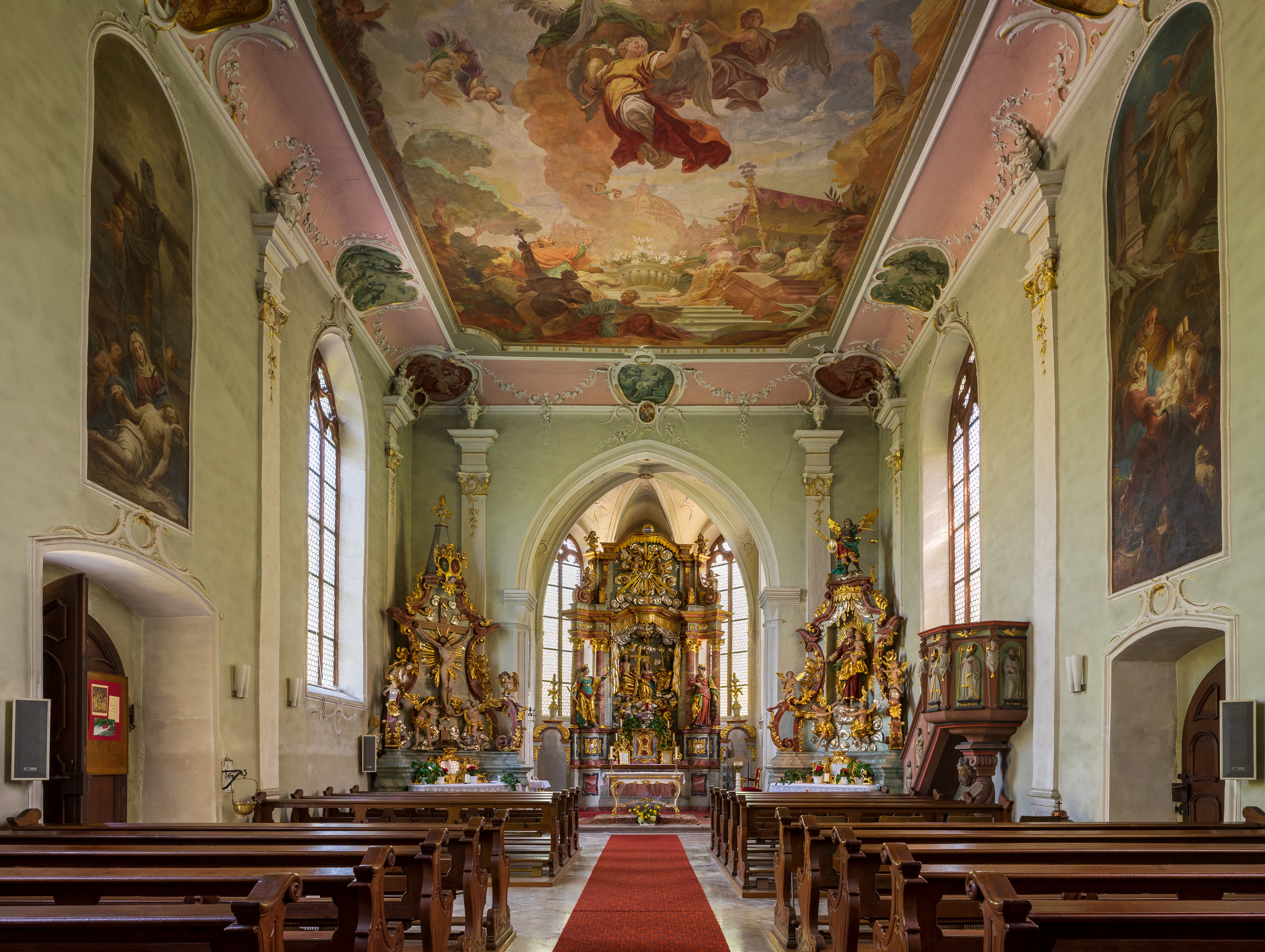
Innenansicht mit Blick zum Hauptaltar

Die Marienkirche zeichnet sich durch ihren prächtig gestalteten Innenraum aus. Er beinhaltet einen Hauptaltar sowie zwei Seitenaltäre und zahlreiche Gemälde.

### Altäre

#### Hauptaltar
Der barocke Hauptaltar stammt vermutlich vom Kitzinger Bildhauer Johann Doser.
Im Retabel wird das vierte und fünfte Gesätz des Glorreichen Rosenkranzes dargestellt, und zwar die Aufnahme Mariens in den Himmel und ihre Krönung. Hinter einem gerafften Vorhang schwebt Maria der Heiligen Dreifaltigkeit entgegen. Im Auszug halten Engel die Krone für sie bereit.
Die linke Assistenzfigur ist die heilige Barbara mit Kelch und Schwert in den Händen vor einem angedeuteten Turm.
Rechts im Hauptaltar steht die heilige Katharina von Alexandrien mit dem Rad als Hinweis auf ihren Märtyrertod.
Die geschnitzten Kerzenhalter zu beiden Seiten des Tabernakels sind Arbeiten des Bildhauers Georg Winterstein. Den Tabernakel errichtete Anton Herbith aus Karlstadt am Main.

##### Rechter Seitenaltar
Der rechte Seitenaltar ist wahrscheinlich ein Werk des Bildhauers Anton Grimbach aus Bühlertann.
Er zeigt die Statue des heiligen Josef. Der Nährvater Jesu trägt das Jesuskind auf dem Arm und eine Lilie in der rechten Hand. Über dem Kopf des Altares steht der Erzengel Michael als Vorbote des Jüngsten Gerichtes mit der Waage und dem Flammenschwert.

##### Linker Seitenaltar
Der linke Seitenaltar, erbaut 1887 von Julius Seitz aus München, trägt ein Kruzifix, das zur Rechten und Linken je von einem Engel flankiert ist. Der pyramidenförmige Aufsatz trägt eine Graburne. 
Das steigende Pferd im roten Feld ist das Zobelwappen. Die Adelsfamilie Zobel aus Giebelstadt war in Lauda reich begütert.
Der Schuldschein über zehntausend Talente ist eine Allegorie. Die Menschheit stand wegen ihrer großen Sündhaftigkeit in unendlich hoher Schuld bei Gott. Christus hat durch seinen Opfertod am Kreuz diesen Schuldschein gleichsam eingelöst.

### Gemälde

#### Deckenfresko
Das monumentale Deckenfresko stellt, wie der Hauptaltar, die Himmelfahrt Mariens dar. Es zeigt die Gottesmutter, die über dem Grab schwebt, dem der Legende nach Lilien entsprossen sind. Sie wird von Engeln geleitet, während sie der Heiligen Dreifaltigkeit entgegen schwebt. Auf ihrer linken Seite sieht man Apostel, die staunend das Geschehen verfolgen. Im Hintergrund sieht man eine Silhouette des Petersdoms, vor dem der heilige Petrus mit einem Porträt des Papstes Leo XIII steht.
Neben Petrus steht Paulus, der ein Porträt von dem damaligen Freiburger Erzbischof Johann Christian Roos trägt. In der Hohlkehle befinden sich elf Medaillons, die Geschehnisse beinhalten, die Hinweise auf die Gottesmutter sind. Ebenfalls stellen die Medaillons die architektonische Verbindung zwischen den Wänden und der Decke dar. Das Fresko sowie die Medaillons entstanden 1887 und sind Werke des Künstlers Waldemar Kolmsperger.

#### Gemälde über der Südtür
Das Gemälde, das sich über der Südtür befindet, stellt die Geburt Jesu dar. Ebenfalls wird die Anbetung der Hirten dargestellt, was die Barmherzigkeit, Marias größte Freude zeigt. Das Gemälde wurde von Waldemar Kolmsperger geschaffen.

#### Gemälde über der Nordtür
Beim Verlassen der Kirche sieht man die Schmerzensmutter, die ihren toten Sohn auf dem Schoß hält. Das Gemälde wurde ebenfalls von Waldemar Kolmsperger geschaffen.

## Ansichten der Kirche

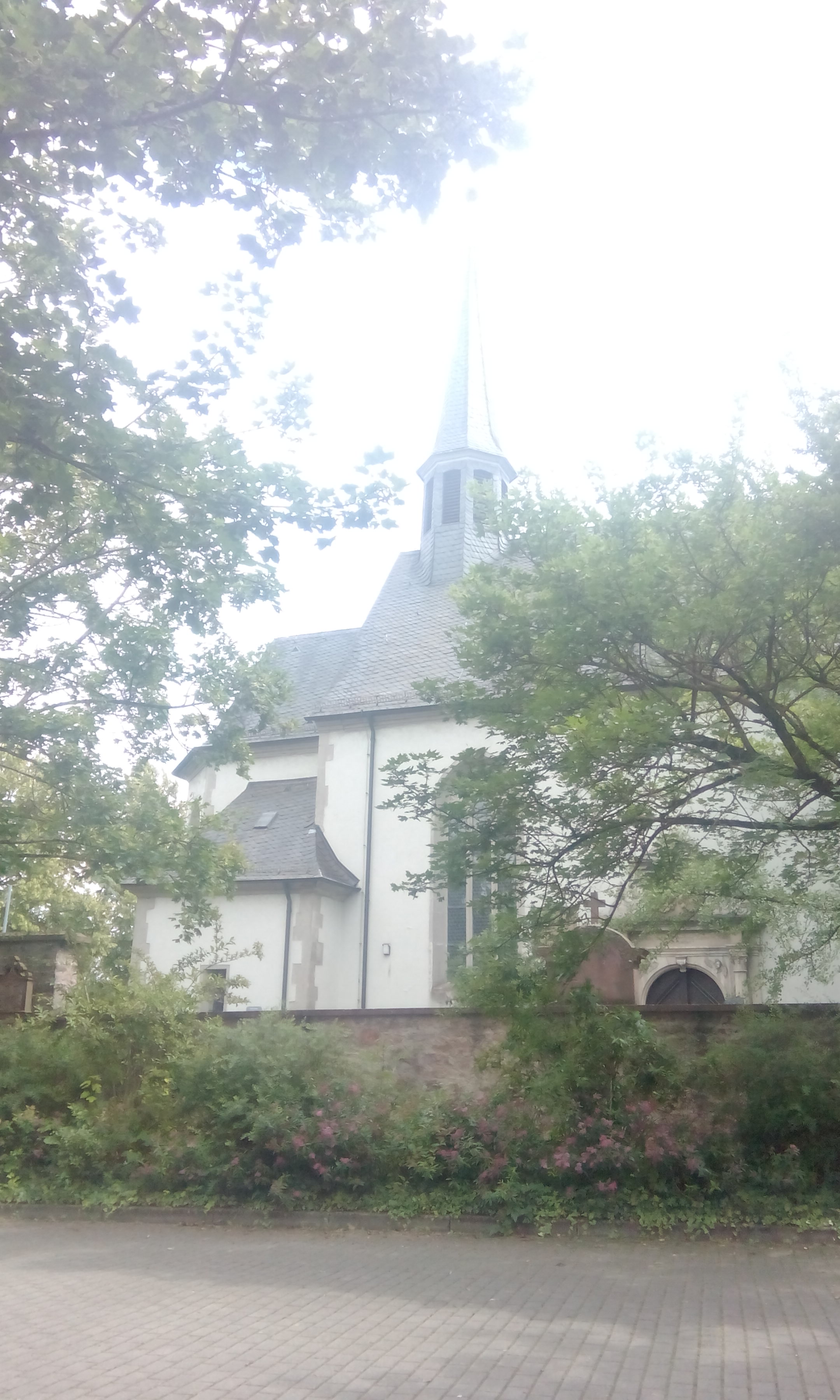
Die Marienkirche von außen
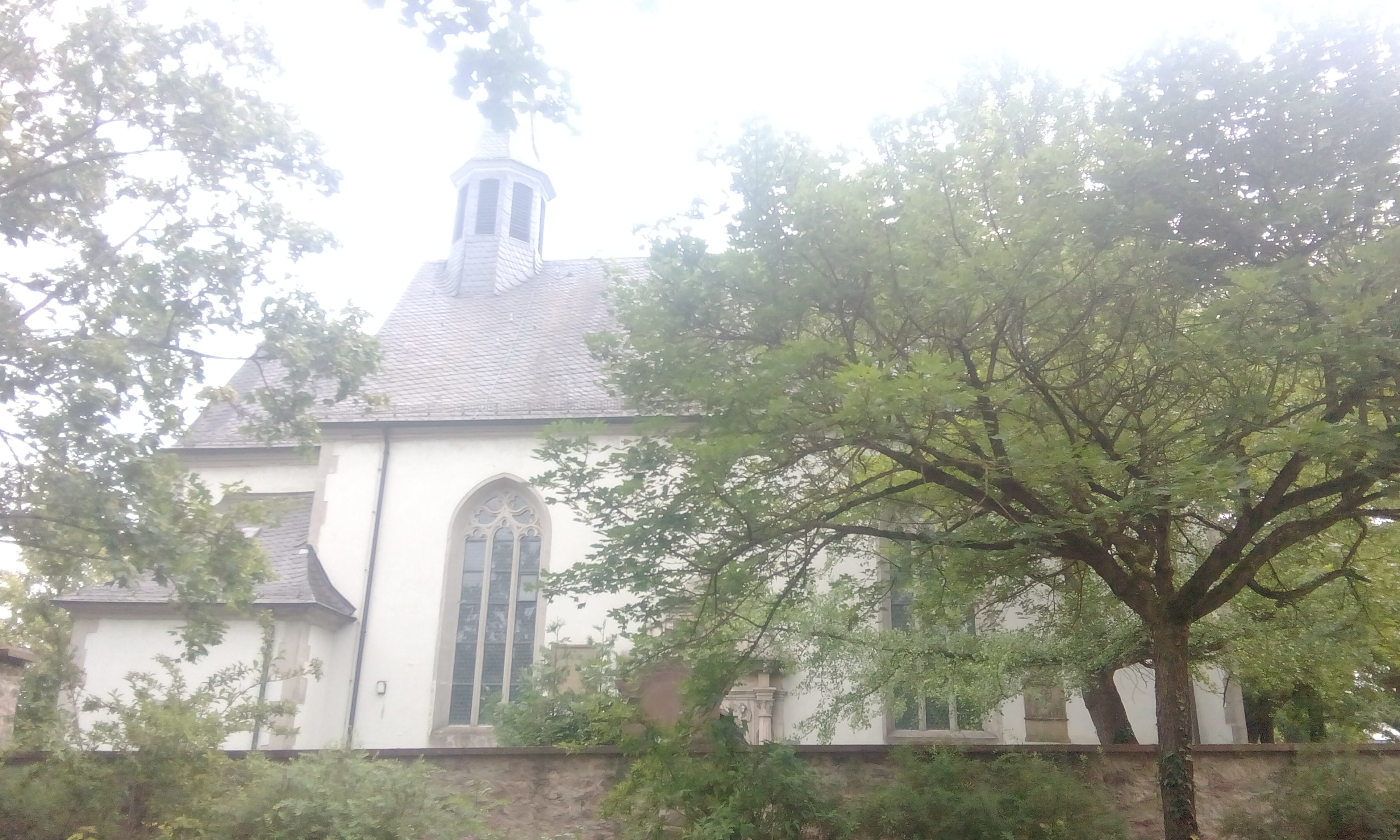
Die Marienkirche von außen
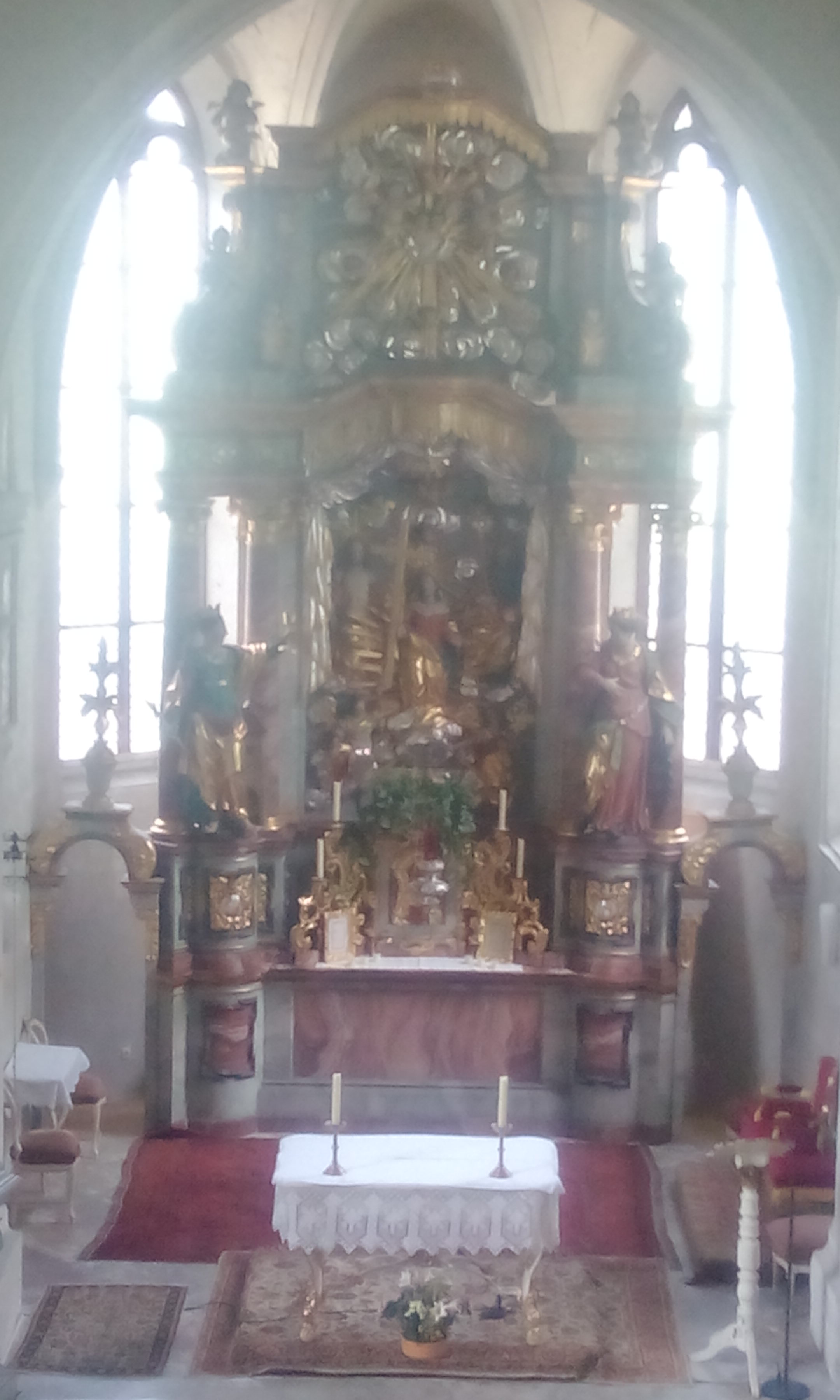
Hauptaltar
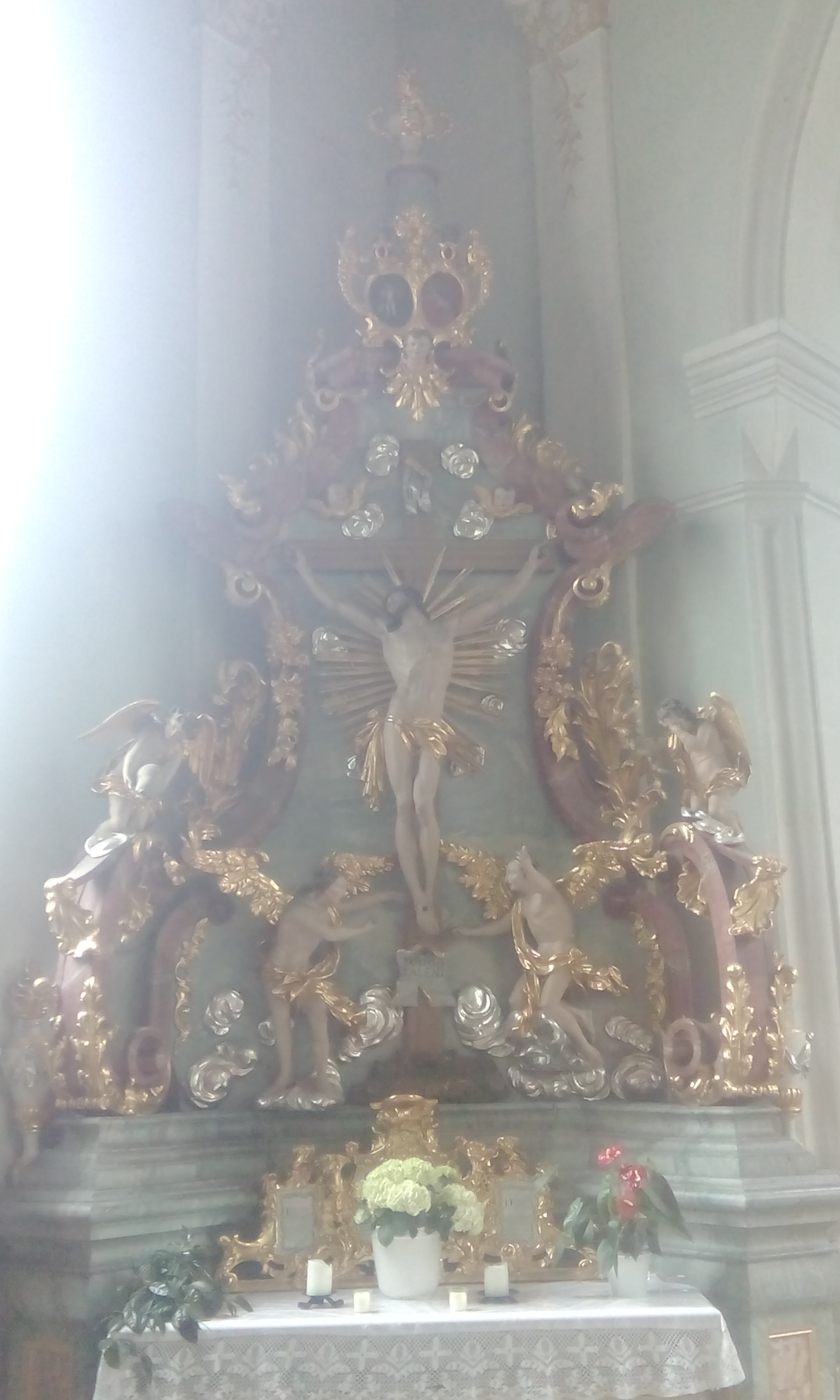
Linker Seitenaltar
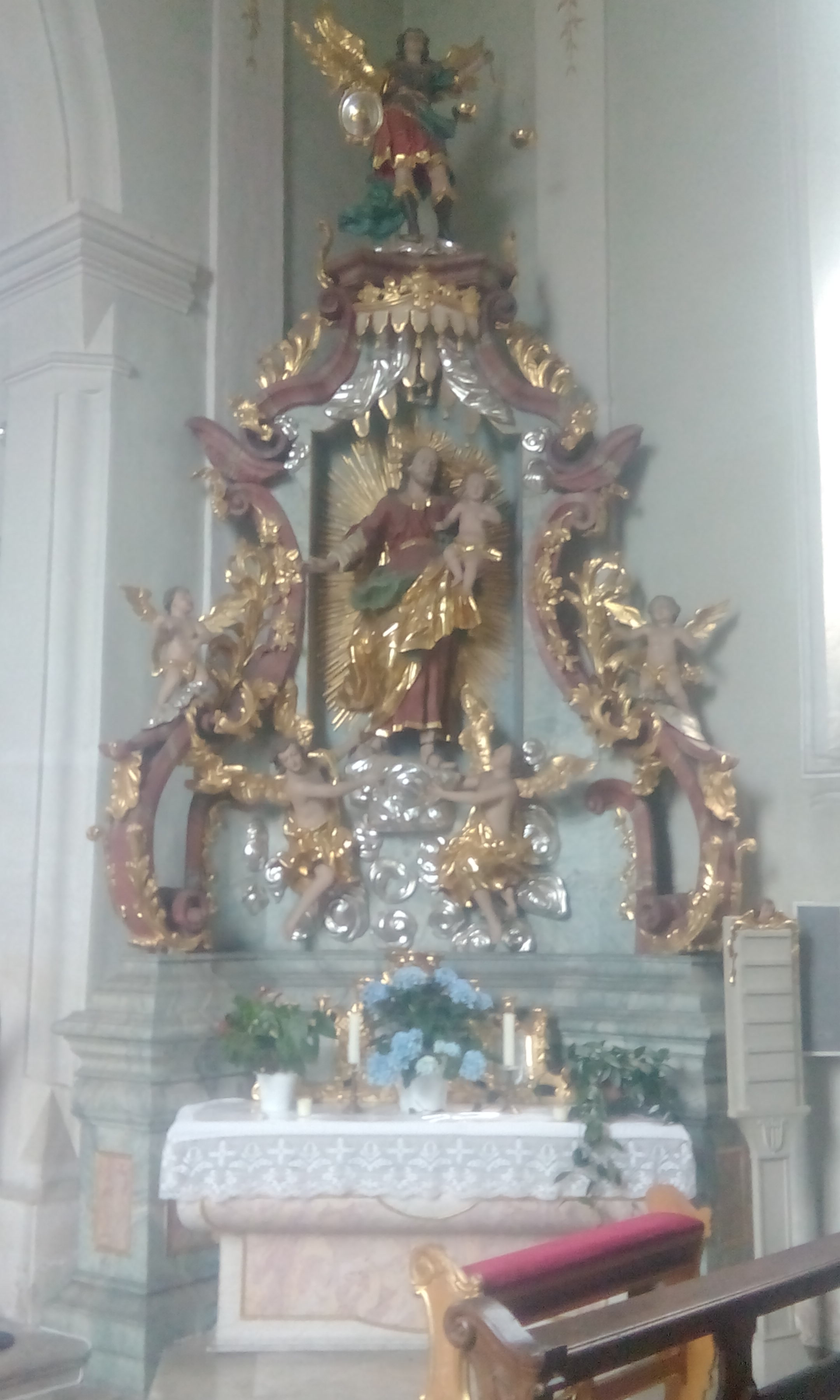
Rechter Seitenaltar
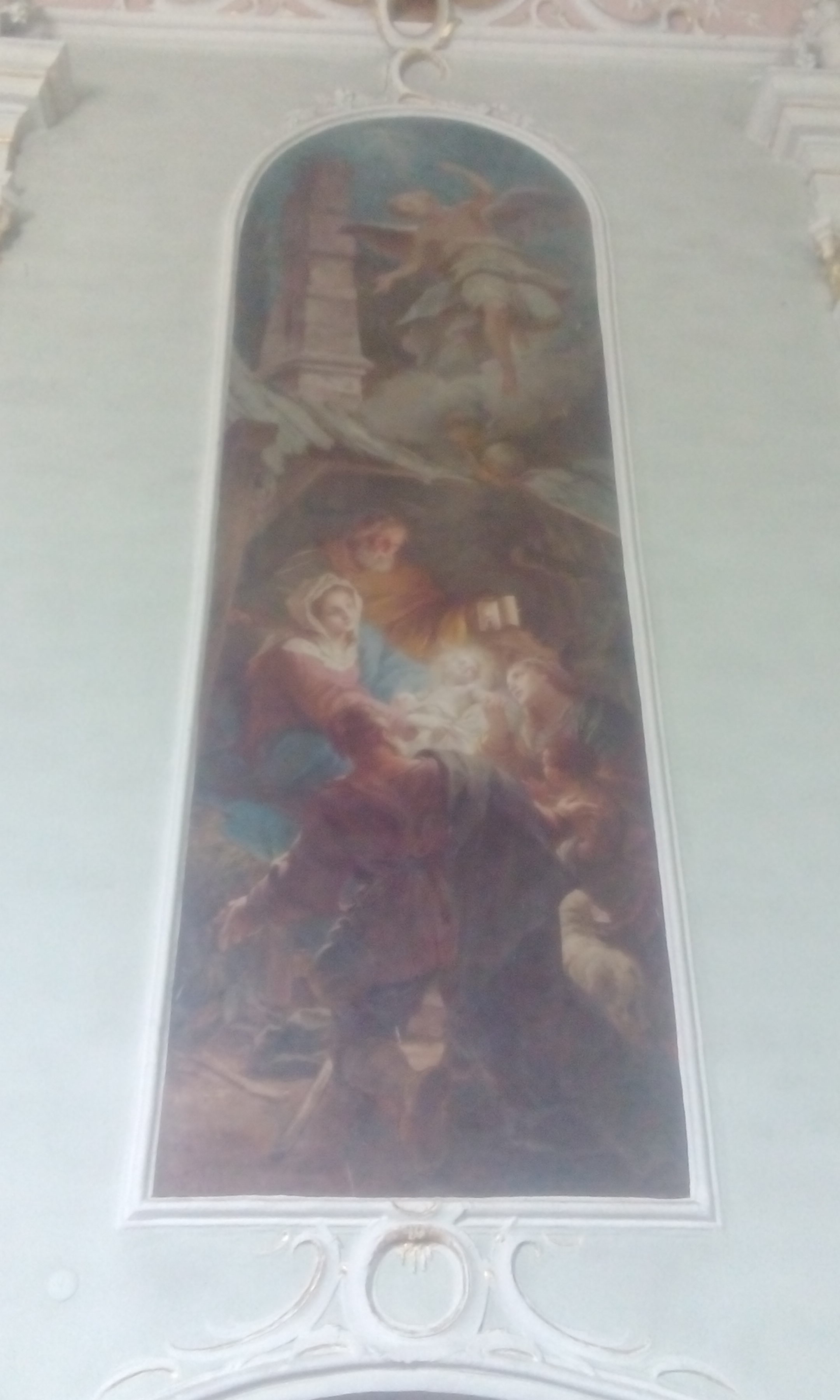
Gemälde der Geburt Jesu über der südlichen Tür
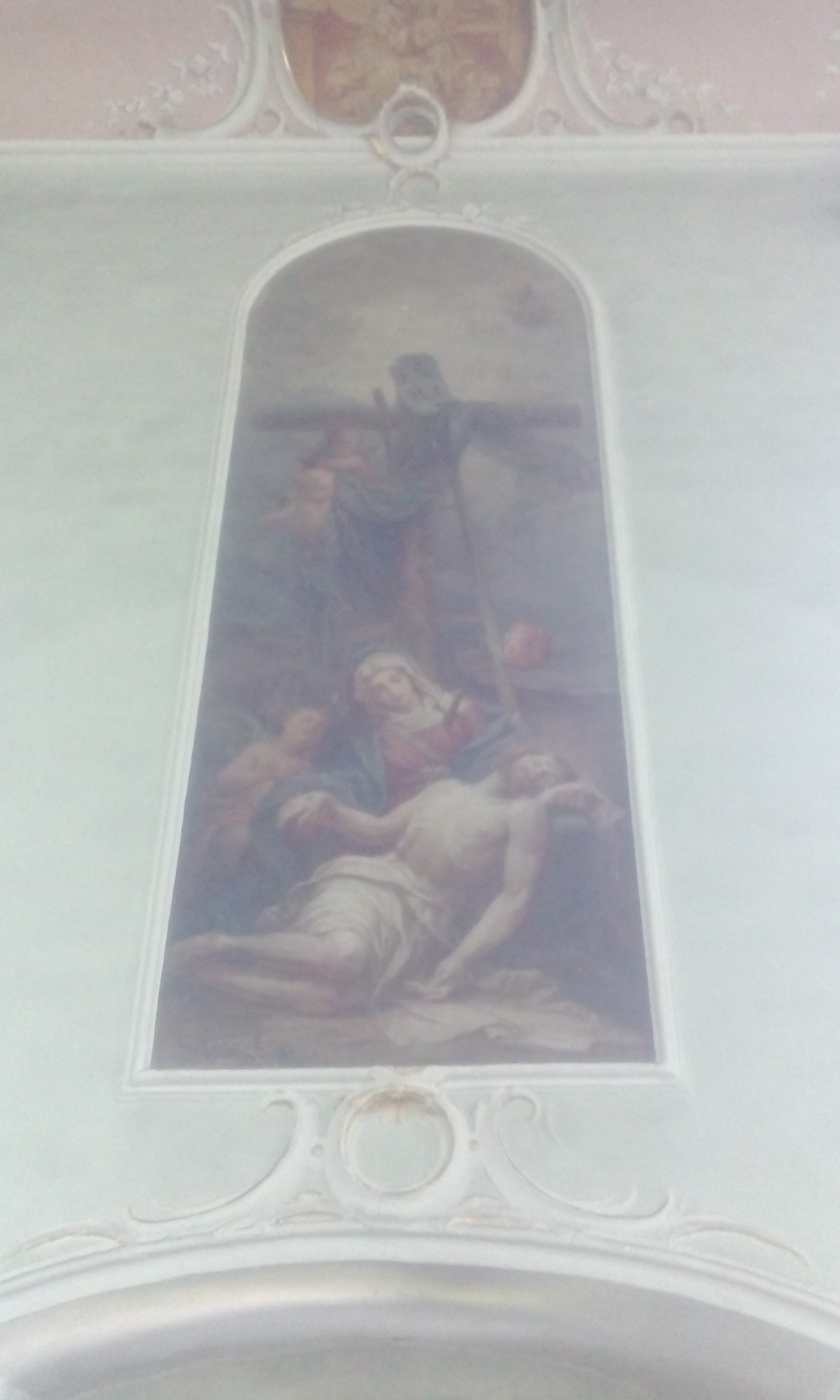
Gemälde der Kreuzigung Jesu über der nördlichen Tür
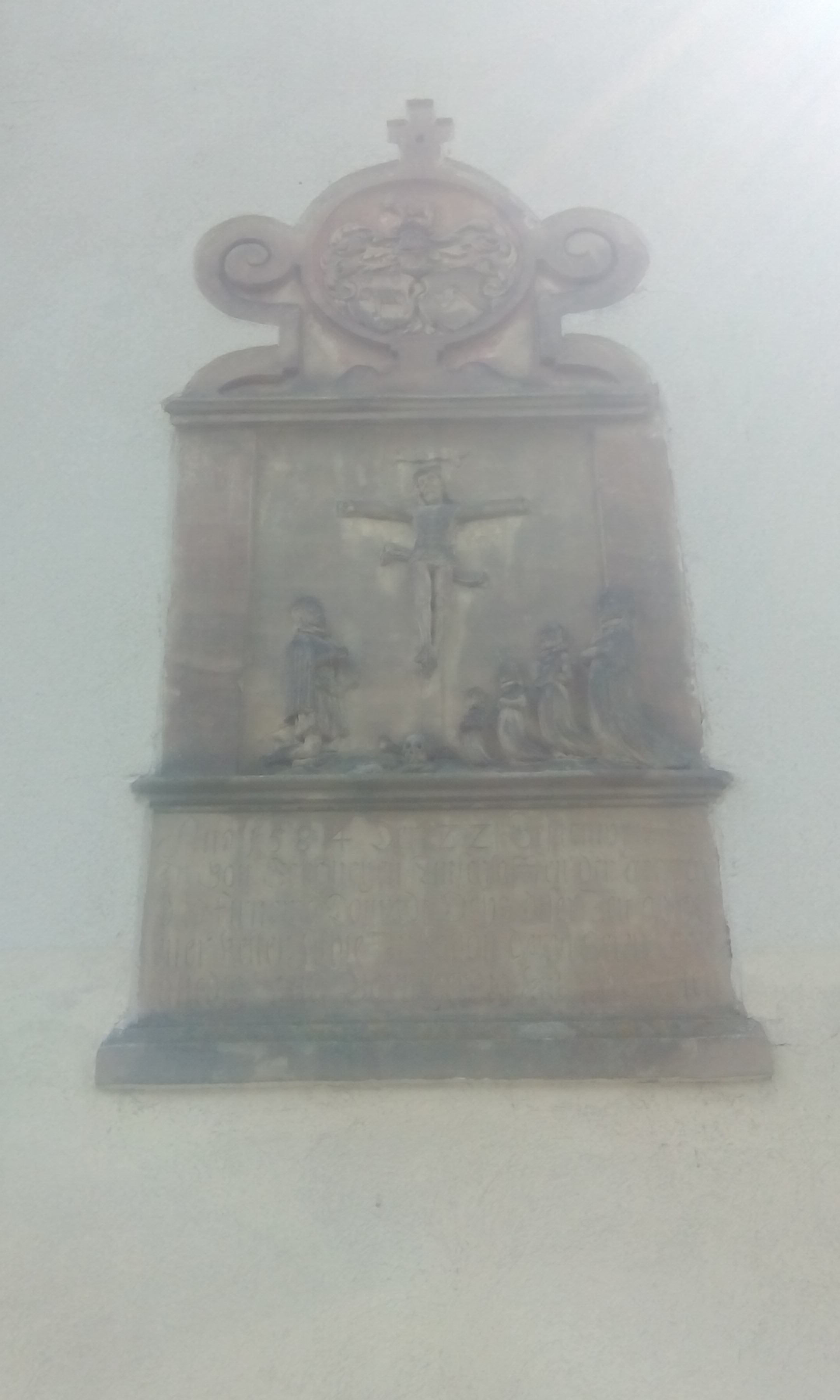
Steintafel der Kreuzigung Jesu

## Kreuzweg
In der Friedhofsmauer des Stadtfriedhofs außerhalb der Marienkirche befindet sich ein 14 Stationen umfassender, hochbarocker Kreuzweg von 1782.